# Манце, Антонио
Антонио Манце (хорв. Antonio Mance; 7 августа 1995, Риека, Хорватия) — хорватский футболист, нападающий клуба «Осиек». В настоящее время выступает за венгерский клуб «Академия Пушкаша»

## Карьера

### Клубная карьера
Манце начал заниматься футболом в юношеской команде «Помораца», в 2013 году он перешёл в молодёжную команду «Истра 1961».
13 апреля 2014 года нападающий дебютировал в Первая хорватской лига в матче с «Хрватски Драговоляц». В августе 2014 года Антонио был отдан в аренду на три месяца в «Поморац», выступавший во Второй лиге. За клуб из Кострены Манце провёл только две игры.
В конце июля 2015 нападающий перешёл в «Домжале». 1 августа 2015 года Манце дебютировал в чемпионате Словении в игре с «Олимпией». На 85 минуте встречи Антонио отметился забитым мячом.

### В сборной
Атонио выступал за юношеские сборные Хорватии до 19 и до 20 лет.